# François Arnaud (Geistlicher)

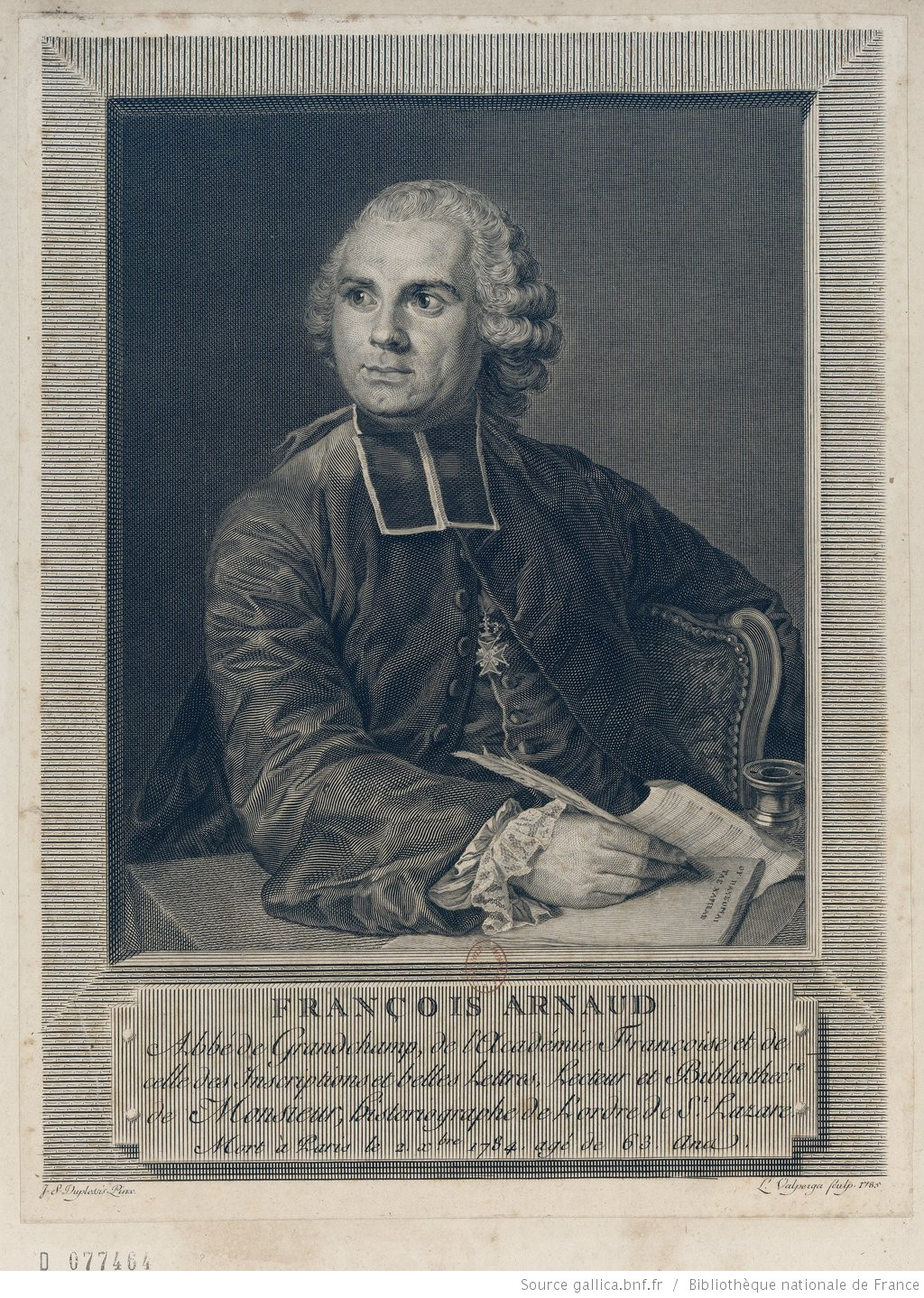
François Arnaud (1721–1784)

François Arnaud (* 27. Juli 1721 in Aubignan; † 2. Dezember 1784 in Paris) war ein französischer römisch-katholischer Geistlicher, Kommendatarabt, Journalist, Literat, Musiktheoretiker, Gräzist und Mitglied der Académie des Inscriptions et Belles-Lettres und der Académie française.

## Leben und Werk

### Der gelehrte Geistliche
François Arnaud, dessen Vater Geiger war, wuchs im provenzalischen Carpentras, das zum päpstlichen Comtat Venaissin gehörte, in einem musikalischen Umfeld auf. Er besuchte das Jesuitenkolleg in Carpentras und das Priesterseminar in Viviers, hing aber vor allem am Griechischstudium und allgemein an der Gelehrsamkeit. Als Priester konnte er nach Carpentras zurückgehen und, gefördert von Bischof Inguimbert, dessen Bibliothek benutzen, die soeben um den Bibliotheksnachlass des Universalgelehrten Peiresc († 1637) bereichert worden war.

### Der Journalist
1753 ging er nach Paris, wurde Bibliothekar von Ludwig Eugen von Württemberg, Mitarbeiter von Fréron und sorgte 1754 durch eine musiktheoretische Abhandlung in Form eines Briefes an den Grafen Caylus für Aufsehen. Er machte sich Jean Baptiste Antoine Suard zum Freunde und gab mit ihm zusammen ab 1760 das Journal étranger heraus. 1762 wurde er Mitglied der Académie des Inscriptions et Belles-Lettres, Lektor der Bibliothek des Grafen von Provence (später: Ludwig XVIII.) und Bibliothekar des Lazarus-Ordens. Er stellte das Erscheinen des Journal étranger ein und gründete 1764 unter der Schirmherrschaft des Herzogs von Praslin die Gazette littéraire de l'Europe, gab sie aber 1766 ab und übernahm die Leitung der Gazette de France, die er 1770, weil Praslin in Ungnade gefallen war, abgeben musste. Zur Aufbesserung seiner Finanzen verschaffte ihm ein Freund das Amt eines Kommendatarabts der Abtei Grandchamp.

### Der Literat
1771 wurde er in die Académie française (Sitz Nr. 15) gewählt. Ab 1777 schrieb er für das Journal de Paris. In dem ebenfalls 1777 ausgebrochenen fünfjährigen Streit zwischen den Anhängern des Komponisten Gluck und denen von Niccolò Piccinni stand er auf Seiten Glucks gegen Marmontel und La Harpe. Dominique Joseph Garat nannte ihn den Paulus des Gluck-Kultes. Arnaud war gern gesehener Gast in den Salons der Madame Saurin, Ehefrau von Bernard-Joseph Saurin, der Madame Geoffrin, der Madame Necker, von Mademoiselle Lespinasse und des Abbé Morellet. Zu seinen Freunden gehörten der Maler van Loo, die Musiker Grétry und Duni, sowie der Graf Caylus. Er war bekannt mit Hume, Sterne, Garrick, Karl Heinrich von Gleichen und Gustaf Philip Creutz (1731–1785), schwedischer Botschafter in Frankreich. Vittorio Alfieri suchte seinen Rat. Seine zahlreichen kleineren Schriften wurden 1808, in drei Bänden gesammelt, von Léonard Boudou (1765–1809) herausgegeben und 1971 nachgedruckt. Sein durch Joseph-Siffrein Duplessis gemaltes Porträt war 1769 im Salon de Paris ausgestellt und hängt heute im Museum in Carpentras.

## Werke
- Caractère des langues anciennes, comparées avec la langue françoise, discours de réception, prononcé le 13 mai 1771. (Antrittsrede in der Académie française)
- Oeuvres complètes de l’abbé Arnaud. 3 Bde. Hrsg. Léonard Boudou. Leopold Collin, Paris 1808. Genf 1971. (darin: Biographie durch den Herausgeber, S. 1–24, und „Éloge de M. L’Abbé Arnaud“ durch Bon-Joseph Dacier, 1742–1833, S. 29–48).